# آرکا
ارکا (به مجاری: Arka) روستاییست در شهرستان بورشود-آپائوی-زِمپلِن در کشور مجارستان. جمعیت این روستا در۲۰۱۲ ۱۳۳ نفر بوده‌است.